# Helgåsskogen
Helgåsskogen är ett naturreservat i Gagnefs kommun och Leksands kommun i Dalarnas län.
Området är naturskyddat sedan 2007 och är 144 hektar stort. Reservatet består mest av tallskog på mager mark med några mindre våtmarker samt i väster en större, långsträckt myr med några myrgölar.